# Tramlijn Veenwouden - Drachten
De tramlijn Veenwouden - Drachten is een voormalige tramlijn in Friesland tussen Veenwouden en Drachten. 

## Geschiedenis
De lijn werd in gedeeltes geopend door de Nederlandsche Tramweg Maatschappij (NTM) als paardentram. Van Veenwouden tot Bergumerdam op 19 september 1881 en van Bergumerdam tot Drachten op 29 mei 1886. Nadat de tramlijn was verzwaard werd deze vanaf 1926 geëxploiteerd met stoomtrams. 
Zoals de meeste NTM lijnen werd de lijn gesloten voor personenvervoer op 5 oktober 1947, tegelijk met het gedeelte tussen Bergum en Drachten. Het gedeelte tussen Veenwouden en Bergum bleef nog voor goederenvervoer in gebruik tot 1 oktober 1949 door de NS. 